# Cerc polar arctic

Harta globului, cu Cercul Arctic trasat cu roșu.

Harta Arcticii, cu Cercul Arctic trasat cu albastru.

Cercul polar arctic (de nord) este unul dintre cele cinci principale paralele terestre. Este vorba de paralela aflată la o latitudine de 66º33'43'' Nord (în anul 2010). Spațiul situat la nord de el și până la pol se numește Arctica.

## Definiție
Cercul arctic marchează limita de sud a zilei polare la solstițiul din iunie și al nopții polare la solsțiul din decembrie. Dincolo de cercul polar arctic, Soarele rămâne deasupra orizontului cel puțin douăzeci și patru de ore consecutive, cel puțin o dată într-un an (Soarele de la miezul nopții). Reciproc, Soarele rămâne sub orizont cel puțin douăzeci și patru de ore consecutive, într-o altă dată din an.
În fapt, din cauza fenomenului de refracție și deoarece Soarele apare ca un disc și nu ca un punct, o parte din Soarele de la miezul nopții poate fi perceput în noaptea solstițiului din iunie până la 50' (90 km) la sud de cercul arctic (tot așa cum la solstițiul din decembrie, o parte din discul Soarelui este vizibil până la 50' la nord de cercul antarctic). Acest lucru nu este, totuși, adevărat decât la nivelul mării; o dată cu creșterea altitudinii la care se află observatorul, aceste valori sunt mai mari.

## Poziție
Poziția cercului arctic este determinată de înclinația axei de rotație a Pământului în raport cu ecliptica. Acest unghi nu este constant și urmează cicluri de perioade diverse. Din cauza nutației, înclinația oscilează cu 7,362" (în jur de 227 m la suprafață), pe o perioadă de 18,6 ani. Ciclul principal posedă o perioadă de 41.000 de ani și o amplitudine de 2,4619°, adică mai mult de 273 km la suprafață. Actualmente, înclinația scade cu aproape 0,468" pe an, iar cercul polar actic se deplasează spre Nord cu 14,46 m pe an.

## Țări traversate

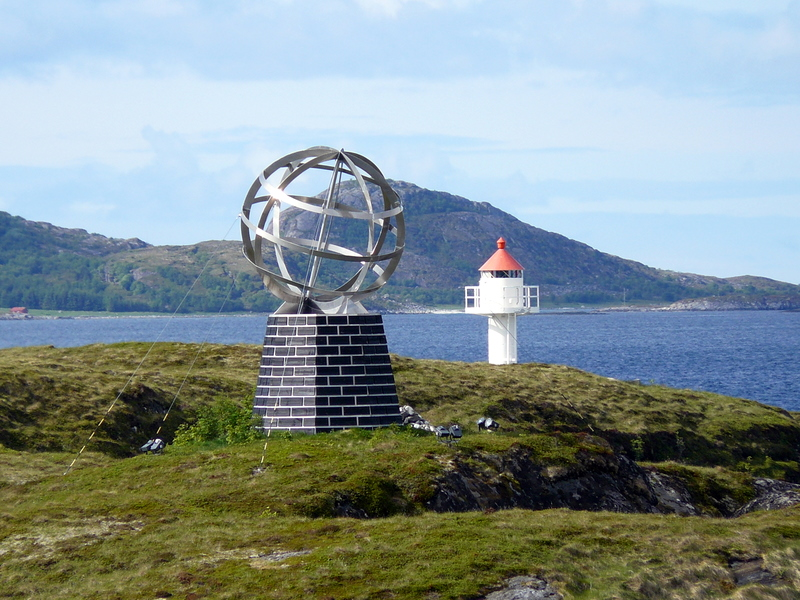
Semnul care marchează cercul polar arctic pe insulița Vikingen, în Norvegia.

Cercul Arctic traversează următoarele țări, pornind de la 0° longitudine și îndreptându-se spre Est:
- Norvegia (cercul Arctic traversează mai multe insule în largul coastei norvegiene, între care Sørnesøya, Storselsøy și Rangsundøya).
- Suedia
- Finlanda
- Federația Rusă
- Statele Unite ale Americii (Alaska)
- Canada (Yukon, Teritoriile de Nordvest, Nunavut, inclusiv insula Baffin)
- Danemarca (Groenlanda)
- Islanda (Grímsey)

Global, teritoriile situate la nord de cercul Arctic sunt puțin locuite. Cele mai mari orașe sunt Murmansk (325.100 de locuitori), Norilsk (135.000 de locuitori) și Vorkuta (72.000 de locuitori), toate acestea în Federația Rusă. Tromsø în Norvegia are 62.000 de locuitori. Rovaniemi, în Finlanda, este situat mai ales la sud de cercul Arctic și are ceva mai puțin de 58.000 de locuitori.

## Legături externe
- Terra Incognita: Exploration of the Canadian Arctic—Historical essay about early expeditions to the Canadian Arctic, illustrated with maps, photographs and drawings
- Temporal Epoch Calculations ©2006 by James Q. Jacobs Download: Epoch v2009.xls (modify D4)
- Useful constants" See: Obliquity of the ecliptic